# Zlín Z-37 Čmelák
Le Zlín Z-37 Čmelák (« bourdon » en tchèque) est un avion léger de travail agricole tchécoslovaque utilisé principalement pour l'épandage agricole dont le premier vol date de 1963. Il est également utilisé comme avion d'entraînement, d'observation et avion de transport.

## Conception

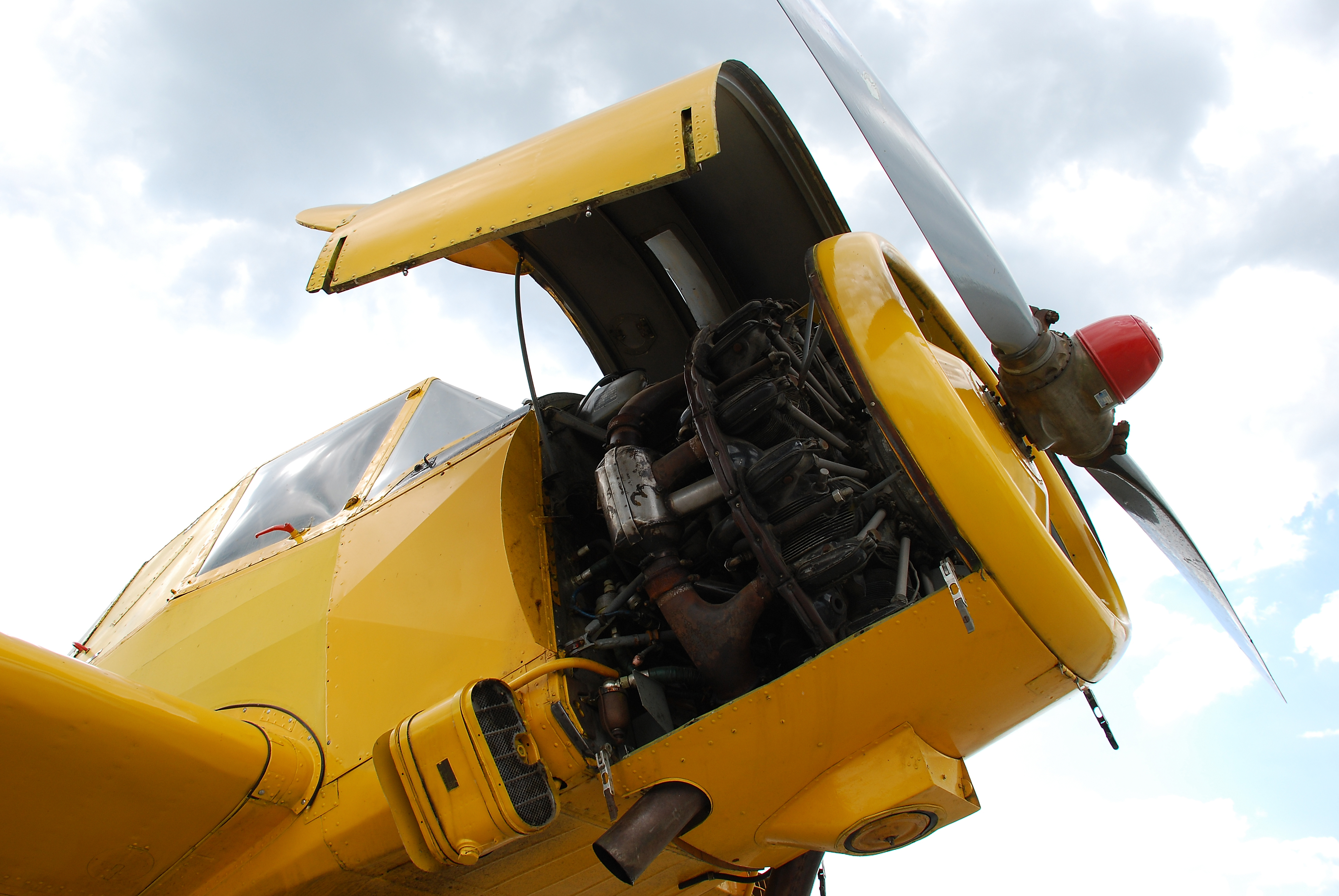
Moteur en étoile du Z-37.

Le prototype de cet avion agricole, désigné à la manière américaine XZ-37, a effectué son premier vol le 29 juin 1963. Propulsé par un moteur en étoile M-462 de 310 ch, cet avion à l'apparence très rustique est doté d'un train d'atterrissage fixe et d'une structure en tubes d'acier soudés. la majeure partie du fuselage est entoilée. Le Z-37 peut emporter jusqu'à 600 kg de produits chimiques.

## Variantes
XZ-37
Premier prototype.
Z-37
Première série construite entre 1965 et 1971.
Z-37A
Seconde série construite entre 1971 et 1975 puis entre 1983 et 1984, 650 exemplaires produits.
Z-37A-2
Version d'entraînement biplace, 27 exemplaires produits.
Z-37A-3
Version de transport pouvant accueillir 3 passagers.
XZ-37T
Prototype de la version équipée d'un turbopropulseur Walter M-601B, construit en 1981.
Z-37T Agro Turbo
Version avec envergure augmentée, équipée d'un turbopropulseur Walter M-601Z, construite entre 1985 et 1987. 28 exemplaires produits incluant les Z-37T-2.
Z-37T-2
Version d'entraînement biplace turbopropulsée, construite entre 1985 et 1987.

## Pays utilisateurs

Z-37, plan 3-vues.

- Tchécoslovaquie
- Allemagne de l'Est
- Finlande
- Hongrie
- Inde
- Irak
- Royaume-Uni
- Yougoslavie